# Рымарук, Игорь Николаевич
И́горь Никола́евич Рымару́к (укр. І́гор Микола́йович Римару́к; 1958—2008) — украинский поэт.

## Биография
Родился 4 июля 1958 года в селе Мякоты (ныне Изяславский район, Хмельницкая область, Украина). Окончил факультет журналистики КГУ имени Т. Г. Шевченко (1979). Дебютировал в 1978 году в журнале «Дніпро» (Днепр). Главный редактор журнала «Сучасність» (Современность), заведующий редакцией современной украинской литературы издательства «Дніпро», член СПУ (1984), вице-президент Ассоциации украинских писателей. Составитель антологии новейшей украинской поэзии «Вісімдесятники» (1990).
Умер 3 октября 2008 года в больнице через несколько дней после ДТП. Похоронен во Львове на Лычаковском кладбище.

## Награды и премии
- Национальная премия Украины имени Тараса Шевченко (2002) — за книгу стихов «Дева Обида»

## Сборники стихов
- «Висока вода» (Половодье), 1984
- «Упродовж снігопаду» (За время снегопада), 1988
- «Нічні голоси» (Ночные голоса), 1991
- «Золотий дощ» (Золотой дождь), 1996, на укр. и нем. языках
- «Діва обида» (Дева Обида), 2002, Национальная премия Украины имени Тараса Шевченко
- «Бермудський трикутник» (Бермудский треугольник), 2007
- «Сльоза Богородиці» (Слеза Богородицы), 2009
- «Божественний вітер» (Божественный ветер), 2012

## Публикации на русском языке
- [Стихи] // Дружба народов, 2005, № 3[1]
- Свет в камне/ Пер. Натальи Бельченко// Новый мир, 2009, № 4[2]
- Дева Обида// Дружба народов, 2009, № 10[3]
- Доброе время Твое (2011), в переводах на русский Натальи Бельченко и Владимира Ильина и картинах Сергея Слепухина